# Abundio
Abundio es un santo de la Iglesia católica del siglo VII, que corresponde con un personaje histórico, nacido hacia el año 615 de nuestra era.

## Vida
Aunque no se sabe bien su fecha de nacimiento, sabemos que tras su paso por la abadía de Luxeuil, se le encuentra en la corte del rey de Francia Dagoberto I, relacionado con san Eloy. Desde el 641 es el obispo de Ruan, donde está más de 40 años. Muere cerca de París, en un burgo que luego será Saint-Ouen (San Abundio)
Tardíamente se le relacionó con la evangelización de España. Se le venera especialmente en Normandía, la Isla de Francia y el norte de este país.